# New Jersey Americans (futebol)
The New Jersey Americans foi um clube americano de futebol com sede em New Brunswick, New Jersey, que era membro da American Soccer League.

## História
A equipe conquistou o campeonato ASL em 1977, em seu segundo ano de existência. Após a temporada de 1979, o clube mudou-se para Miami, Flórida, e ficou conhecido como Miami Americans.
O clube ficou conhecido por ter o futebolista português Eusébio em seu elenco entre 1977 e 1978..